# Arroyo Yuquerí Chico
Arroyo Yuquerí Chico är ett periodiskt vattendrag i Argentina.   Det ligger i provinsen Entre Ríos, i den nordöstra delen av landet, 400 kilometer norr om huvudstaden Buenos Aires.
Omgivningen kring Arroyo Yuquerí Chico består i huvudsak av gräsmarker och området är ganska glesbefolkat, med 21 invånare per kvadratkilometer.